# Гіршфельд (Саксонія)
Гіршфельд (нім. Hirschfeld) — громада в Німеччині, розташована в землі Саксонія. Входить до складу району Цвікау. Складова частина об'єднання громад Кірхберг.
Площа — 19,06 км2. Населення становить 1143 ос. (станом на 31 грудня 2020).